# Соглашения Европейского союза о свободной торговле
Европейский союз заключил соглашения о свободной торговле (FTA) и другие соглашения с торговой составляющей со многими странами по всему миру и ведёт переговоры со многими другими.

## Вступившие в силу соглашения о свободной торговле
| Государство                                           | Подписано | Предварительное применение | В силе    | Примечания                                              | Отношения                             |
| ----------------------------------------------------- | --------- | -------------------------- | --------- | ------------------------------------------------------- | ------------------------------------- |
| Акротири и Декелия                                    | 2003      |                            | 2004      | Таможенный союз ЕС                                      |                                       |
| Албания                                               | 2006      | 2006                       | 2009      | Соглашение о стабилизации и ассоциации (SAA)            | Кандидат на вступление в ЕС           |
| Алжир                                                 | 2002      |                            | 2005      | Евро-средиземноморское Соглашение об ассоциации (AA)    |                                       |
| Андорра                                               | 1990      |                            | 1991      | Таможенный союз ЕС                                      | Андорра и Европейский союз            |
| Босния и Герцеговина                                  | 2008      | 2008                       | 2015      | Соглашение о стабилизации и ассоциации (SAA)            | Возможный кандидат на вступление в ЕС |
| Чили                                                  | 2002      | 2003                       | 2005      | Соглашение об ассоциации (AA)                           |                                       |
| Египет                                                | 2001      |                            | 2004      | Евро-средиземноморское Соглашение об ассоциации (AA)    |                                       |
| Фарерские острова                                     | 1996      |                            | 1997      | Автономный регион Дании                                 | Фарерские острова и Европейский союз  |
| Грузия                                                | 2014      | 2014                       | 2016      | Соглашение об ассоциации (AA), включающее УВЗСТ (DCFTA) | Грузия и Европейский союз             |
| Бейливик Гернси                                       | 1972      |                            | 1973      |                                                         |                                       |
| Исландия                                              | 1992      |                            | 1994      | Европейская экономическая зона (EEA)                    | Переговоры о вступлении в ЕС          |
| Остров Мэн                                            | 1972      |                            | 1973      | Таможенный союз ЕС                                      |                                       |
| Израиль                                               | 1995      | 1996                       | 2000      | Евро-средиземноморское Соглашение об ассоциации (AA)    | Израиль и Европейский союз            |
| Бейливик Джерси                                       | 1972      |                            | 1973      | Таможенный союз ЕС                                      |                                       |
| Иордания                                              | 1997      |                            | 2002      | Евро-средиземноморское Соглашение об ассоциации (AA)    | Иордания и Европейский союз           |
| Косово                                                | 2015      |                            | 2016      | Соглашение о стабилизации и ассоциации (SAA)            | Косово и Европейский союз             |
| Ливан                                                 | 2002      |                            | 2006      | Евро-средиземноморское Соглашение об ассоциации (AA)    | Ливан и Европейский союз              |
| Лихтенштейн                                           | 1992      |                            | 1995      | Европейская экономическая зона (EEA)                    | Лихтенштейн и Европейский союз        |
| Северная Македония                                    | 2001      | 2001                       | 2004      | Соглашение о стабилизации и ассоциации (SAA)            | кандидат на вступление в ЕС           |
| Мексика                                               | 1997      |                            | 2000      | Соглашение о свободной торговле                         | Мексика и Европейский союз            |
| Молдова                                               | 2014      | 2014                       | 2016      | Соглашение об ассоциации (AA), включающее УВЗСТ (DCFTA) | Молдова и Европейский союз            |
| Монако                                                |           |                            | 1958      | Франко-монегасский договор (Таможенный союз ЕС)         |                                       |
| Черногория                                            | 2007      | 2008                       | 2010      | Соглашение о стабилизации и ассоциации (SAA)            | Переговоры о вступлении в ЕС          |
| Марокко                                               | 1996      |                            | 2000      | Евро-средиземноморское Соглашение об ассоциации (AA)    | Марокко и Европейский союз            |
| Норвегия                                              | 1992      |                            | 1994      | Европейская экономическая зона (EEA)                    | Норвегия и Европейский союз           |
| Европейский союз: заморские страны и территории (OCT) | 2001      |                            | 2001      | Ассоциация OCT с Евросоюзом                             |                                       |
| ПНА                                                   | 1997      |                            | 1997      | Евро-средиземноморское Соглашение об ассоциации (AA)    | Палестина и Европейский союз          |
| Сан-Марино                                            | 1991      | 1992                       | 2002      | Таможенный союз ЕС                                      | Сан-Марино и Европейский союз         |
| Сербия                                                | 2008      | 2010                       | 2013      | Соглашение о стабилизации и ассоциации (SAA)            | Переговоры о вступлении в ЕС          |
| ЮАР                                                   | 1999      | 2000                       | 2004      | ATDC                                                    | ЮАР и Европейский союз                |
| Республика Корея                                      | 2010      | 2011                       | 2015      | Соглашение о свободной торговле                         | Южная Корея и Европейский союз        |
| Швейцария                                             | 1972 1999 |                            | 1973 2002 | Соглашение о торговле Двусторонние соглашения           | Швейцария и Европейский союз          |
| Тунис                                                 | 1995      |                            | 1998      | Евро-средиземноморское Соглашение об ассоциации (AA)    |                                       |
| Турция                                                | 1995      |                            | 1995      | Таможенный союз между ЕС и Турцией                      | Переговоры о вступлении в ЕС          |
| Украина                                               | 2014      | 2016                       | 2017      | Соглашение об ассоциации (AA), включающее УВЗСТ (DCFTA) | Украина и Европейский союз            |

## Соглашения применяются на временной основе
| Государство | Подписано        | Применение на временной основе | Ратификация | Примечания                                           | Отношения                  |
| --- | ---------------- | ------------------------------ | ----------- | ---------------------------------------------------- | -------------------------- |
| Государства CARIFORUM                                                                                           | 2008             | 2008                           | 29 из 43    | EPA                                                  |                            |
| Государства Восточной и Южной Африки · Коморы · Мадагаскар · Маврикий · Сейшельские Острова · Замбия · Зимбабве | 2009             | 2012                           | 3 из 34     | Временное соглашение о создании основы для EPA       |                            |
| Центральная Америка · Коста-Рика · Гватемала · Гондурас · Никарагуа · Панама · Сальвадор                        | 2012             | 2013                           | 26 из 34    | Соглашение об ассоциации (AA)                        |                            |
| Кот-д’Ивуар | 2009             | 3 September 2016               | 18 из 29    | Stepping Stone EPA                                   |                            |
| Колумбия · Перу                                                                                                 | 2012             | 2013                           | 26 из 30    | FTA                                                  |                            |
| Камерун | 2009             | 2014                           | 18 из 29    | Interim agreement with a view to an EPA              |                            |
| Тихоокеанские государства · Фиджи · Папуа — Новая Гвинея                                                        | 2009             | 2009 and 2014                  | 2 из 3      | Interim Partnership Agreement                        |                            |
| Члены Сообщества по вопросам развития Южной Африки · Ботсвана · Лесото · Мозамбик · Намибия · ЮАР · Свазиленд   | 10 June 2016     | 10 October 2016                | 6 из 35     | Economic Partnership Agreement                       |                            |
| Украина | 2014             | 2016                           | 28 из 31    | Соглашение об ассоциации (AA), включая УВЗСТ (DCFTA) | Украина и Европейский союз |
| Гана | 28 July 2016     | 15 December 2016               | 2 из 29     | Stepping Stone EPA                                   |                            |
| Эквадор | 11 November 2016 | 01 January 2017                | 3 из 32     | Соглашение о свободной торговле                      |                            |

## Соглашения подписаны, но не применяются
| Государство | Переговоры завершены | Подписано       | Применение на временной основе | Ратификация | Примечания                                        |
| ----------- | -------------------- | --------------- | ------------------------------ | ----------- | ------------------------------------------------- |
| Канада      | Август 2014          | 30 октября 2016 | ожидается в марте 2017         | 1 из 30     | Всеобъемлющее экономическое и торговое соглашение |